# أليمو بيكيلي
أليمو بيكيلي جبري (مواليد 23 مارس 1990) إثيوبي عداء مسافات طويلة يتنافس دوليا لصالح مملكة البحرين. متخصص في سباقي جري 5000 متر و10000 متر.
انتقل إلى البحرين كرياضي صغير تحت 19 سنة حيث فاز بالميدالية البرونزية في سباق جري 5000 متر في بطولة آسيا لألعاب القوى 2011. حصل على الميدالية البرونزية في سباق جري 3000 متر في بطولة آسيا لألعاب القوى داخل الصالات 2012. ثم فاز بالميدالية الذهبية في سباق جري 10000 متر والميدالية الفضية في سباق جري 5000 متر في بطولة آسيا لألعاب القوى 2013.
كما أنه في سباقات منافسات اختراق الضاحية كان: بطل آسيا 2012، بطل العالم في البطولة العسكرية 2013 وشارك ثلاث مرات في بطولة العالم للعدو الريفي.

## المسيرة الرياضية

### النشأة
ولد أليمو بيكيلي جبري ونشأ في ليمو وهي مجتمع زراعي صغير في المناطق الريفية قرب بيكوجي في منطقة أرسي بإثيوبيا. نشأ وترعرع في عائلة مكونة من تسعة أطفال وقضى سنواته الأولى في مساعدة والديه بحصد محاصيلهم من الحبوب. انتقل للإقامة مع جده وجدته عندما بدأ الانتظام في المدرسة لكنه أصبح مشتتا بين دراسته ورغبته في سباقات الركض. حثه والده على التركيز في الواجبات المدرسية واستمع إليه أليمو ونفذ نصائحه حتى وصل إلى المرحلة الثانوية في بيكوجي في عام 2005. كان مدرس الرياضة في المدرسة هو سينتاييشو إشيتو الذي درب بطل العالم كينينيسا بيكيلي وتيرونيش ديبابا سابقا مما جعل أليمو يتجه مجددا إلى ممارسة الركض. رفض والده دعمه وأجبره على ترك منزل الأسرة.
عاش أليمو في الشوارع لفترة لكنه استمر في المشاركة في السباقات المحلية. الأداء الجيد في سباق للشباب في عام 2007 جعله يتم قبوله للتنافس تحت إشراف الاتحاد الإثيوبي لألعاب القوى مما أدى إلى انضمامه إلى نادي أسمنت موغر لألعاب القوى. حصل على راتب قدره 200 بير إثيوبي لمواصلة التدريب ولكنه كان يرغب في المنافسة في الخارج وكسب أموال أكثر. إدراكا منه لمسيرة الرياضيين الإثيوبيين السابقين فقد تواصل مع الاتحاد البحريني لألعاب القوى وسألهم عن ما إذا في الإمكان الهجرة إلى البحرين. وافقت السلطات البحرينية على منحه الجنسية البحرينية وفي أول منافسة له حقق الميدالية الذهبية في بطولة آسيا لاختراق الضاحية للشباب في عام 2009.
في بطولة العالم في سباق نصف الماراثون في الدنمارك ركض أليمو 01:01:46.

### الركض لصالح البحرين
في بطولة العالم لألعاب القوى لاختراق الضاحية 2009 احتل المركز السادس والعشرين. في وقت لاحق من ذلك العام حقق الميدالية البرونزية في سباق ركض 5000 متر في البطولة العربية لألعاب القوى والمركز السادس في بطولة آسيا لألعاب القوى 2009 وفاز بالميدالية الفضية في سباق 1500 متر و5000 متر في دورة الألعاب الآسيوية داخل الصالات 2009. تطور مستواه كثيرا في أول سنة احتراف مع الكبار. بعد احتلاله المركز الحادي والثلاثين في بطولة العالم للعدو الريفي 2010 حقق رقم شخصي بركضه السباق في 7:54.47 دقيقة في سباق 3000 متر و13:38.10 دقيقة في سباق 5000 متر. في موسم 2011 حقق نجاحات واخفاقات: تمكن من احتلال المركز الثامن والستون فقط في بطولة العالم لاختراق الضاحية وحقق المركز السابع في سباق 1500 متر في دورة الألعاب العسكرية لكنه فاز بميدالية برونزية في بطولة آسيا لألعاب القوى وحقق بقم شخصي في سباق 1500 متر بتسجيله 3:40.83 دقيقة مما أدى إلى احتلال المركز السادس في دورة الألعاب العربية.
حقق أليمو آفاقا جديدة في عام 2012. بدأ مع سباق جري 3000 متر حيث حقق رقم شخصي قدره 7:48.04 دقيقة وحقق ميدالية برونزية في بطولة آسيا لألعاب القوى داخل الصالات 2012. فشل في تحقيق نجاح يذكر في بطولة العالم لألعاب القوى داخل الصالات 2012 لكنه فاز بلقب الرجال في بطولة آسيا لاختراق الضاحية بعد بضعة أسابيع. في مايو حقق رقمين شخصيين الأول 69:31 دقيقة للنصف الماراثون والثاني 27:56.20 دقيقة في سباق جري 10000 متر في دورة ألعاب فاني بلانكرز-كوين. أنهى الموسم بتحقيق رقم شخصي قدره 13:21.54 دقيقة في سباق 5000 متر. بدأ عام 2013 بفوزه في بطولة العالم العسكرية لاختراق الضاحية لكنه فشل في إنهاء في بطولة العالم للعدو الريفي.

### اللقب الآسيوي
فاز بلقب سباق جري 10000 متر في البطولة العربية 2013 وبطولة آسيا لألعاب القوى 2013 بينما حقق الميدالية الفضية في سباق جري 5000 متر خلف زميله البحريني من أصل إثيوبي ديجيني ريغاسا.

## الأرقام الشخصية
- 1500 متر – 3:40.83 دقيقة (2011)
- 3000 متر (داخل الصالات) – 7:48.04 دقيقة (2012)
- 5000 متر – 13:18.00 دقيقة (2013)
- 10000 متر – 27:56.20 دقيقة (2012)

## روابط خارجية
- أليمو بيكيلي على موقع الاتحاد الدولي لألعاب القوى (الإنجليزية)
- أليمو بيكيلي على موقع أوليمبيديا (الإنجليزية)